# 4 in the Morning
"4 in the Morning" - trzeci singel z drugiej płyty Gwen Stefani zatytułowanej The Sweet Escape.
Piosenkę, inspirowaną balladami z lat osiemdziesiątych, Gwen Stefani napisała we współpracy z Tonym Kanalem, kolegą z zespołu No Doubt.

## Lista piosenek
CD single
1. "4 in the Morning" (album version)
2. "4 in the Morning" (Thin White Duke edit)

German CD maxi single
1. "4 in the Morning" (album version)
2. "4 in the Morning" (Thin White Duke edit)
3. "4 in the Morning" (Oskar the Punk remix)

Australian single
1. "4 in the Morning" (Album Version) - 4:52
2. "4 in the Morning" (Thin White Duke edit) - 4:55
3. "4 in the Morning" (Oscar the Punk remix) - 5:44
4. "4 in the Morning" (music video) - 4:26

Europe Promo CD single
1. "4 in the Morning" (radio edit) - 4:09

## Listy przebojów
| Chart                                  | pozycja |
| -------------------------------------- | ------- |
| Austrian Singles Chart                 | 25      |
| Billboard Canadian Hot 100             | 17      |
| Dutch Top 40                           | 14      |
| German Singles Chart                   | 18      |
| Irish Singles Chart                    | 12      |
| Lista hit fm                           | 1       |
| New Zealand RIANZ Singles Chart        | 5       |
| Norwegian Singles Chart                | 15      |
| Swedish Singles Chart                  | 30      |
| Swiss Singles Chart                    | 25      |
| UK Singles Chart                       | 22      |
| United World Chart                     | 9       |
| U.S. Billboard Hot 100                 | 54      |
| U.S. Billboard Hot Adult Top 40 Tracks | 29      |
| U.S. Billboard Hot Dance Club Play     | 2       |
| U.S. Billboard Pop 100                 | 30      |
| U.S. Billboard Top 40 Mainstream       | 18      |